# 安徽省白湖阀门厂有限公司
安徽省白湖阀门厂有限公司是中华人民共和国安徽省合肥市庐江县的一个类似乡级单位。

## 行政区划
下辖以下地区：
安徽省白湖阀门厂有限公司虚拟社区。